# ما سقط جنین کرده‌ایم!

جلد ۶ ژوئن ۱۹۷۱ مجلهٔ اشترن

ما سقط جنین کرده‌ایم! (به آلمانی: Wir haben abgetrieben!) عنوان روی جلد مجلهٔ اشترن در آلمان غربی در تاریخ ۶ ژوئن ۱۹۷۱ بود. ۳۷۴ زن، که بعضی‌هایشان وجههٔ عمومی بالایی داشتند، علناً اعلام کردند که بارداری آن‌ها پایان پیدا کرده است، که در آن هنگام غیرقانونی بود.
یک فمینیست به نام آلیس شوارتسر —که چند سال بعد مجلهٔ اما را بنیان‌گذاری کرد— این کارزار را آغاز کرد؛ کارزار بند ۲۱۸ قانون کیفری کشور را هدف قرار داد. خیلی‌ها این کارزار را نقطهٔ عطفی در احیای فمینیستی دههٔ ۱۹۷۰ می دانند.
علاوه بر تیتر چشمگیر، جلد مجله تصاویری از ۲۸ شرکت‌کننده شناخته‌شده را در خود جای داده بود. این زن‌ها روزنامه‌نگار کارولا اشترن و بازیگران زنتا برگر، وروشکا فون لندورف، اورزولا نواک، رومی اشنایدر، زابین زنین، ورا چخوا، لیس ورهوفن، هانه ویدر و هلگا آندرس بودند. این رویداد در آلمان غربی شور و هیجان خاصی ایجاد کرد، زیرا سکوت دربارهٔ سقط جنین را شکست. به دنبال آن، چندین گروه فمینیستی تأسیس شد و کانونی برای مخالفت با بند ۲۱۸ قانون کیفری بود، تا اینکه سال ۱۹۹۲ موقعیت قانونی با اتحاد دوبارهٔ آلمان تغییر کرد.

## تاریخ

### پس‌زمینه
یکی از نمونه‌های مشابه این کارزار، مانیفست ۳۴۳ روسپی بود، که دو ماه پیش از این کارزار صورت گرفت و شامل ۳۴۳ زن فرانسوی می‌شد، که بیانیه‌ای معادل را در نوول اوبزرواتور مستقر در پاریس در ۵ آوریل ۱۹۷۱ امضا کردند. روشنفکران و ستارگان فرانسوی که از این مانیفست پشتیبانی کردند، عبارتند از: سیمون دو بووار، کاترین دنو، ژن مورو، مارگریت دوراس، فرانسواز ساگان، آریان منوشکین و انیس واردا.
آغازگر کارزار در فرانسه، یک ویراستار در نوول اوبزرواتور به نام ژان مورو بود. چند هفته بعد، او با آلیس شوارتسر تماس گرفت، زیرا نگران شایعاتی مبنی بر این بود که یک مجلهٔ خبری آلمانی، می‌خواهد کارزار فرانسوی را دنبال کند و اقدامات نوول اوبزرواتور در فرانسه، ممکن است بخشی از یک کارزار رسانه‌ای گسترده و غیرقابل کنترل در آلمان غربی شود. شوارتسر از قبل وینفرید ماس، ویراستار اشترن را می‌شناخت و با او به توافق رسید که تا زمانی که بتواند میان ۳۰۰ تا ۴۰۰ زن را به سوی امضا در یک اعلامیهٔ عمومی بکشاند، این اقدام را در اشترن آغاز می‌کند.
طی چند ماه آینده، شوارتسر امضای بیش از ۳۷۴ زن را به دست آورد. او ابتدا می‌خواست به «شورای آزادی زنان» مستقر در فرانکفورت پیشنهاد امضا دهد، اما آن‌ها پیشنهاد او را رد کردند و این اقدام را «خرده‌بورژوازی و اصلاح‌طلبی» خواندند. شوارتسر با «انجمن زنان سوسیالیست» مستقر در برلین به نتیجهٔ بهتری رسید، که باعث شد بیش از نیمی از آن ۳۷۴ زن شرکت‌کننده، جذب این کارزار شوند. شرکت‌کنندگان دیگر از طریق بازگویی‌های دیگران، جذب کارزار شدند.

### پیامدها
کارزار فرانسوی سال ۱۹۷۵ و در زمان وزیر بهداشت سیمون وی، در مواجهه با مقاومت مستمر اقشار مختلف، در اجرای قانون جامع اصلاحات سقط جنین به نتیجه رسید.
چند سال پس از ظهور کارزار در اشترن، معلوم شد که همهٔ آن ۳۷۴ زن واقعاً خودشان سقط جنین نکرده بودند. آلیس شوارتسر خودش یکی از افرادی بود که به دروغ امضا کرده بود؛ اما او قویاً گفته‌های مطبوعات مبنی بر اینکه کل کارزار از پایه الکی بوده است را رد کرد:
«اصلاً متوجه نیستید. هرکدام از ما اگر ناخواسته باردار می‌شدیم، این کار را انجام می‌دادیم. آن اعتراف یک اقدام اخلاقی نبود و بلکه یک اقدام سیاسی بود.»
چهل سال بعد، کانال تلویزیونی فرانسوی-آلمانی آرته، فیلمی با عنوان ما سقط جنین کرده‌ایم! - پایانی برای سکوت (به آلمانی: Wir haben abgetrieben - Das Ende des Schweigens) را به نمایش گذاشت که با همکاری نوردویچر روندفونک تولید شد. این فیلم مروری گذشته‌نگر از کارزار و تحولات بعدی آن ارائه کرد.